# Whiz Comics

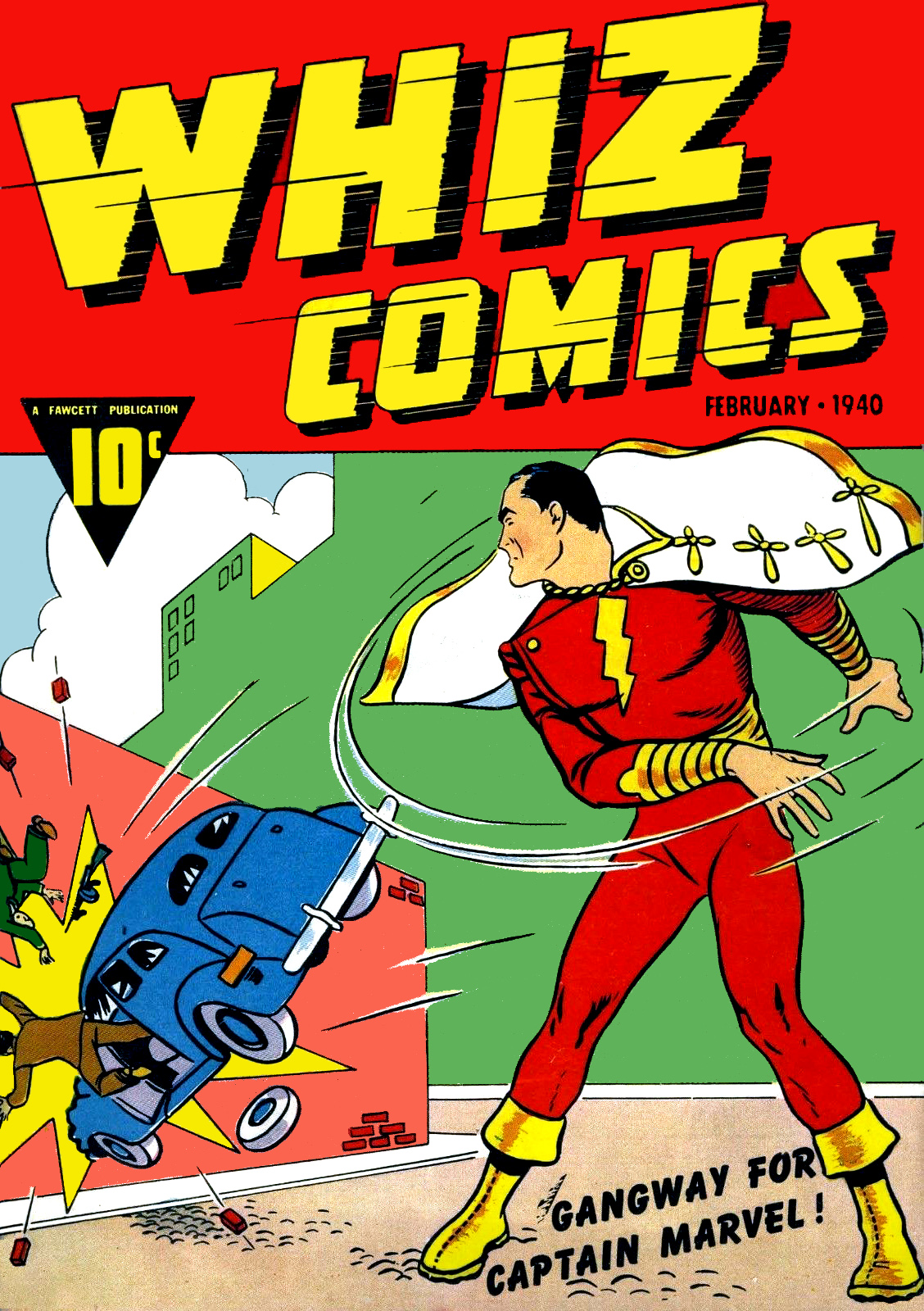
Cover von US-Whiz Comics #2 (1940) mit Captain Marvel. Diese Ausgabe war die erste der Reihe.

Whiz Comics (engl., etwa „schlaue Comics“) ist der Titel eines Comicmagazins, das zwischen Februar 1940 und Juni 1952 von dem US-amerikanischen Verlag Fawcett Comics veröffentlicht wurde.

## Inhalt
Zu den Serien des Magazins zählen unter anderem erstmals die Superhelden-Reihe Captain Marvel, die von einem ägyptischen Magier handelnde Reihe Ibis the Invincible, die von einem Jagd auf faschistische – später kommunistische – Spione machenden Agenten handelnde Reihe Spy Smasher, die Superhelden-Klamotte Golden Arrow, sowie Dan Dare, Lance O'Casey und Scoop Smith.

## Titel und Veröffentlichung
Das Magazin erschien in monatlichem Rhythmus und erreichte bis zu seiner Einstellung, die 1952 aufgrund rückläufiger Verkaufszahlen erfolgte, knapp über 140 Ausgaben.
Aufgrund von Vertriebsschwierigkeiten bei der ersten Ausgabe – die um mehrere Wochen verzögert ausgeliefert wurde – war Whiz Comics #2 de facto die erste Ausgabe die in den Verkauf gelangte. Es folgte Ausgabe #3 als zweites Heft und dann erst Ausgabe #1 als drittes Heft.
Der Name des Magazins lehnte sich an die in den 1920er-Jahren in den USA recht populäre Zeitschrift Captain Billy's Whiz Bang an, die eine Mischung aus humoristischen Geschichten und Kriegserinnerungen des Ersten Weltkrieges präsentierte. Captain Billy’s Whiz Bang war seinerseits wiederum nach der Bezeichnung „whiz-bang“, die amerikanische Soldaten in den Schützengräben des Ersten Weltkrieges in Anlehnung an das Annäherungs- und Aufschlaggeräusch für deutsche 7,7-cm-Haubitzengeschosse benutzten.